# كريستيان ألين
كريستيان ألين (بالإنجليزية: Christian Allen)‏ هو مصمم أمريكي، ولد في 15 أكتوبر 1976.